# 张纯之
张纯之（1919年—1998年），男，安徽灵璧人，中华人民共和国政治人物，曾任中国农工民主党中央委员会常务委员，第六、七、八届全国政协委员。